# Massacre d'Artiomovsk
Le Massacre d'Artiomovsk est l'assassinat dans cette ville d'URSS de plus de 3 000 civils, la plupart juifs, le 9 janvier 1942 par des troupes de l'Einsatzgruppe C, aidées par des collaborateurs ukrainiens dans le cadre de la Shoah ; les victimes, hommes, femmes et enfants, sont emmurées vivantes jusqu'à leur mort par leurs bourreaux dans une des cavités d'une mine de gypse.
Un mémorial existe sur le site le l'usine de champagne soviétique qui occupe les lieux depuis 1950.

## Histoire de la tragédie
En 1939, le nombre de Juifs habitants Artiomovsk s'élevait à 5 299 personnes, soit 10 % environ de la population totale. Au moment de l'invasion nazie de l'URSS, un grand nombre d'entre eux ont fui vers la Russie intérieure. Les Allemands sont arrivés dans la ville le 31 octobre 1941 ou le 1er novembre 1941.
Le 19 novembre 1941, un ordre a été émis et, en janvier 1942, une annonce a été collée sur les murs de la ville portant ces commandements :
« 1. Dans le but de les faire habiter séparément, tous les Juifs de Bakhmout, hommes et femmes de tous âges, doivent se réunir vendredi 9 janvier à 8 heures dans les locaux de l'ancien NKVD ferroviaire dans le parc.

2. Chaque personne est autorisée à emporter avec elle un bagage de 10 kg ainsi qu'une réserve alimentaire de 8 jours.

3. Au lieu de rassemblement susmentionné, les clés des appartements doivent être remises avec le nom et l'adresse (rue, numéro de maison) du propriétaire de l'appartement. L'entrée dans des appartements Juifs vides ou la saisie d'objets par des civils est considérée comme un vol et est punie de mort.

4. L'opposition à cette ordonnance, en particulier le retard de comparution ou l'absence du lieu de rassemblement désigné, est sévèrement punie.

5. Les Juifs qui travaillent doivent démissionner.

Le Maire.
Bakhmout 7/01/1942. »
Le chiffre des victimes des nazis a été à Bakhmout/Artiomovsk de 3 000 personnes environ. L'exécution de celles-ci s'est effectuée de différentes manières ; certaines ont été fusillées, mais la plupart ont été emmurées vivantes dans une grande cavité naturelle existant dans la mine d'albâtre gypseux choisie par les forces d'occupation pour commettre ce meurtre de masse. Ces cavités sont multiples et à l'époque de la fabrication du champagne soviétique, après la guerre, elles ont été appréciées pour stocker les bouteilles de vin du fait de la qualité de l'air y régnant. C'est dans la cavité no 46 qu'environ 3 000 personnes ont été emmurées vivantes, sans distinction d'âge ou de sexe, vieillards, femmes, hommes et enfants, sans possibilité de sortie jusqu'à leur mort. Les habitants de Bakhmout ont tenté d'identifier les restes de leurs proches après l'ouverture de la grotte après la guerre. En octobre 1943, les restes des victimes ont été identifiés et enterrés sur la place devant l'usine de tuyaux locale. En 1960, les corps ont été enterrés à nouveau au cimetière municipal local.
Les documents du procès de Nuremberg sur les principaux crimes de guerre renseignent que : « À deux kilomètres à l'est de la ville de Bakhmout (alors appelée Artiomovsk), à une distance de 400 mètres de l'entrée de la carrière d'albâtre gypseux, se trouvait un mur de brique masquant l'accès à une cavité. Après destruction du mur une suite de tunnels a été découverte menant à une grotte ovale formée dans le gypse. Toute la grotte était remplie de cadavres humains, à l'exception d'un petit espace à l'entrée et d'une bande étroite au centre qui en étaient exempts. Tous les cadavres étaient étroitement serrés les uns contre les autres et tournaient le dos à l'entrée de la grotte. Ils se touchaient si étroitement qu'à première vue ils se présentaient comme une masse unique de corps ».

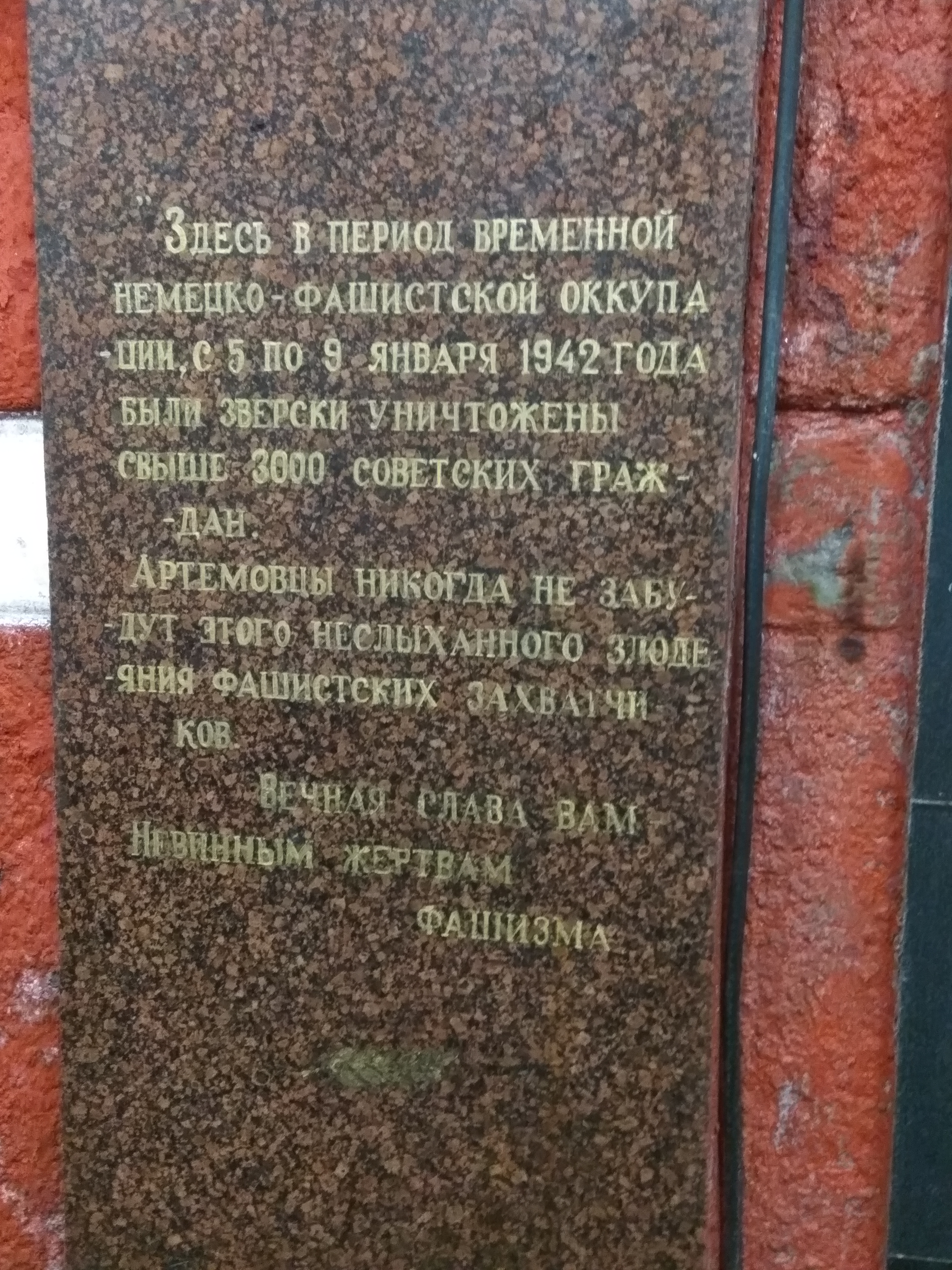
Mémorial à Artemosk Winery : Ici durant la période d'occupation fasciste allemande du 5 au 9 janvier 1942 plus de 3.000 citoyens soviétiques ont été exécutés férocement. Artiomovsk n'oubliera jamais ce crime sans précédent des envahisseurs fascistes.
Gloire éternelle à vous victimes innocentes du fascisme.

Outre ce massacre les troupes nazies ont commis d'autres exactions. D'après le rapport du chef de la police de sécurité et du SD du 6 mars 1942 : « le Sonderkommando 4-B a exécuté 1 317 personnes, dont 1224 Juifs. Grâce à ces mesures, la ville d'Artiomovsk a été nettoyée des Juifs... dans le cadre des activités de l'Einzatsgruppe, des militants politiques, des saboteurs et des voleurs (144), ainsi que des Juifs (1580) ont été abattus. Cette région est totalement exempte de personnes de nationalité juive... »,.

## Monuments ériges sur le site de la tragédie
Le 12 janvier 1991 le conseil municipal de Bakhmout, la Fondation juive de Bienfaisance (Chezed Zikaron), la direction et le personnel de l'usine Artemovsk Winery, sur le territoire de laquelle se trouve la cavité où les meurtres ont été commis ont ouvert un mémorial le 12 janvier 1991. Ils lui ont donné à l'époque le nom de Mur des Lamentations (appelé, par ailleurs, Mur occidental par les Juifs eux-mêmes) du fait que l'entrée de la cavité dans lequel les victimes ont été enfermées était un grand mur de brique, ou encore, selon Simon Schechter, celui de  Baby Yar de Bakhmout. Le mur qui fermait la cavité a été reconstitué depuis lors, après sa destruction en vue de découvrir les corps des victimes. L'usine installée en 1950 dans la grotte devait en effet continuer à fonctionner.
Le mémorial porte l'image d'une étoile de David et deux inscriptions en hébreu et en russe. L'inscription hébraïque est une citation du Livre de Jérémie (31: 14 / 15) "Ainsi parle l’Éternel :
On entend des cris à Rama,
Des lamentations, des larmes amères ;
Rachel pleure ses enfants ;
Elle refuse d’être consolée sur ses enfants,
",,
,.
Sur les parois de la grotte, de l'eau souterraine coule en permanence et les habitants parlent avec émotion de ce phénomène, comme des larmes des personnes décédées dans la grotte en 1942. Le lieu est classé au Registre national des monuments d'Ukraine.

## Commémoration des victimes
Chaque année, aux environs du 9 janvier, des actions de commémorations de la mémoire des victimes sont organisées dans les grottes d'albâtres de l'usine. Un rassemblement kaddish est suivi par de nombreuses personnes.